# Aline Charigot
Pour les articles homonymes, voir Charigot.
Aline Charigot, née à Essoyes le 23 mai 1859 et morte à Nice le 27 juin 1915, est une couturière française qui fut un modèle pour Auguste Renoir, dont elle devint l'épouse en 1890.
Elle continua de poser tout en s'occupant de lui lorsque le peintre devint handicapé. Il la représenta dans plusieurs de ses peintures durant de nombreuses années, la plus célèbre datant du début des années 1880 (Le Déjeuner des canotiers, où on la voit à gauche avec un petit chien). Ils eurent trois enfants, dont deux, Pierre et Jean, eurent de brillantes carrières cinématographiques, et le troisième, Claude, devint céramiste.

## Biographie
Aline Victorine Charigot naît le 23 mai 1859 à Essoyes (Aube) à 10 h 10 du matin,,,, fille de Claude (dit Victor) Charigot (21 février 1836-24 décembre 1898), boulanger, et d'une couturière née Thérèse Émilie Maire (19 janvier 1841-1er mars 1917). Son père abandonne son épouse et sa fille en août 1860.
Aline Charigot est une amoureuse des arts. Elle joue du piano et décore sa chambre avec des peintures de Johan Barthold Jongkind. 

### Modèle de Renoir
Aline Charigot a 21 ans quand le peintre Auguste Renoir (1841-1919) la rencontre en 1880 près de chez lui, rue Saint-Georges à Paris où elle est couturière. D'autres sources mentionnent 1879. Peu après qu’elle a posé pour Renoir en 1880 pour Le Déjeuner des canotiers (Washington, The Phillips Collection), ils deviennent amants.
Aline Charigot est un de ses modèles favoris pour les peintures, sculptures et dessins de Renoir entre 1880 et 1915. Elle pose pour trois portraits et figure dans de nombreuses autres peintures. Dans les années 1880, elle est le modèle principal de la période dite « ingresque » de Renoir. Renoir conserva toute sa vie les portraits qu'il en fit vers 1885 et 1910.
Elle est blonde, et décrite comme plutôt dodue pour son âge. Selon Barbara Blanc, elle serait le modèle de La Baigneuse blonde de 1881, « ronde »  comme ses portraits de 1885 et 1886. 

### Essoyes
Renoir se rend pour la première fois à Essoyes, le village natal d'Aline Charigot en septembre-octobre 1885, quelques mois après la naissance de Pierre, leur premier enfant.
À partir de 1888, le couple passe de plus en plus de temps à Essoyes, où ils achètent une maison en 1896.

### Cagnes-sur-Mer
En 1903, ils déménagent à Cagnes-sur-Mer, y construisent une nouvelle maison, Les Collettes, entre 1905 et 1909,.
Selon Ambroise Vollard c'est elle qui conçoit et gère la construction de la nouvelle villa des Renoir à Cagnes-sur-Mer. Elle prend soin de ses enfants et supervise leurs différentes nounous et femmes de ménage, parmi lesquelles sa cousine Gabrielle Renard. Aline Charigot s'occupe de Renoir lorsqu'il développe une polyarthrite rhumatoïde avec l'âge.

### Fin de vie
Après la naissance de Claude en 1901, elle développe un diabète, mais le cache à son mari. Pierre et Jean sont enrôlés dans l'armée pendant la Première Guerre mondiale et sont blessés. Aline Renoir meurt d'une crise cardiaque à 14 heures dans l'appartement que les Renoir louent, 1 place de l'Église-du-Vœu à Nice le 27 juin 1915, deux mois après avoir rendu visite à l'hôpital de Gérardmer à son fils Jean blessé grièvement à la jambe droite par une balle. Épuisée par le diabète, les émotions et ce voyage, elle meurt quatre ans avant son mari âgé et handicapé,,. Elle était âgée de 56 ans. Elle est enterrée à Nice au cimetière du Château où sera inhumé son époux en 1919. En 1922 ses restes et ceux de Renoir sont transférés à Essoyes aux côtés de ceux de sa mèreThérèse Émilie Maire (morte en 1917), Claude, son fils cadet et son petit-fils Claude. La tombe, qui comportait un buste de grande valeur artistique dérobé en 2005, est située à proximité de celle de Pierre-Auguste Renoir,.
Après la mort de son épouse, Renoir prend modèle sur son tableau Maternité, ou Enfant au sein (1885, Paris, musée d'Orsay) pour réaliser un projet monument funéraire. Handicapé par son arthrite, il dirige le sculpteur Richard Guino pour modeler la maquette en terre cuite. Le monument ne sera jamais finalisé, mais la maquette sera utilisée comme base pour un buste en bronze qui ornera sa tombe jusqu'en 2005.

### Ses enfants
Pierre Renoir (1885-1952) devient un éminent acteur de théâtre et de cinéma. Leur deuxième fils, Jean Renoir (1894-1979) devient un célèbre réalisateur, acteur et écrivain. Le troisième fils, Claude Renoir (1901-1969) devient céramiste. Pierre aura un fils Claude Renoir (1913-1993) qui devint un des principaux directeurs de la photographie français tandis que Jean Renoir de son côté a également eu un fils unique, Alain Renoir (1921-2008), devenu professeur de littérature et écrivain.

## Galerie
Cette iconographie comprend les principales œuvres de Renoir où figure, ou est supposée figurer Aline Charigot. Certaines peintures sont réalisées dans plusieurs versions ; dans ces cas, une seule version est retenue.

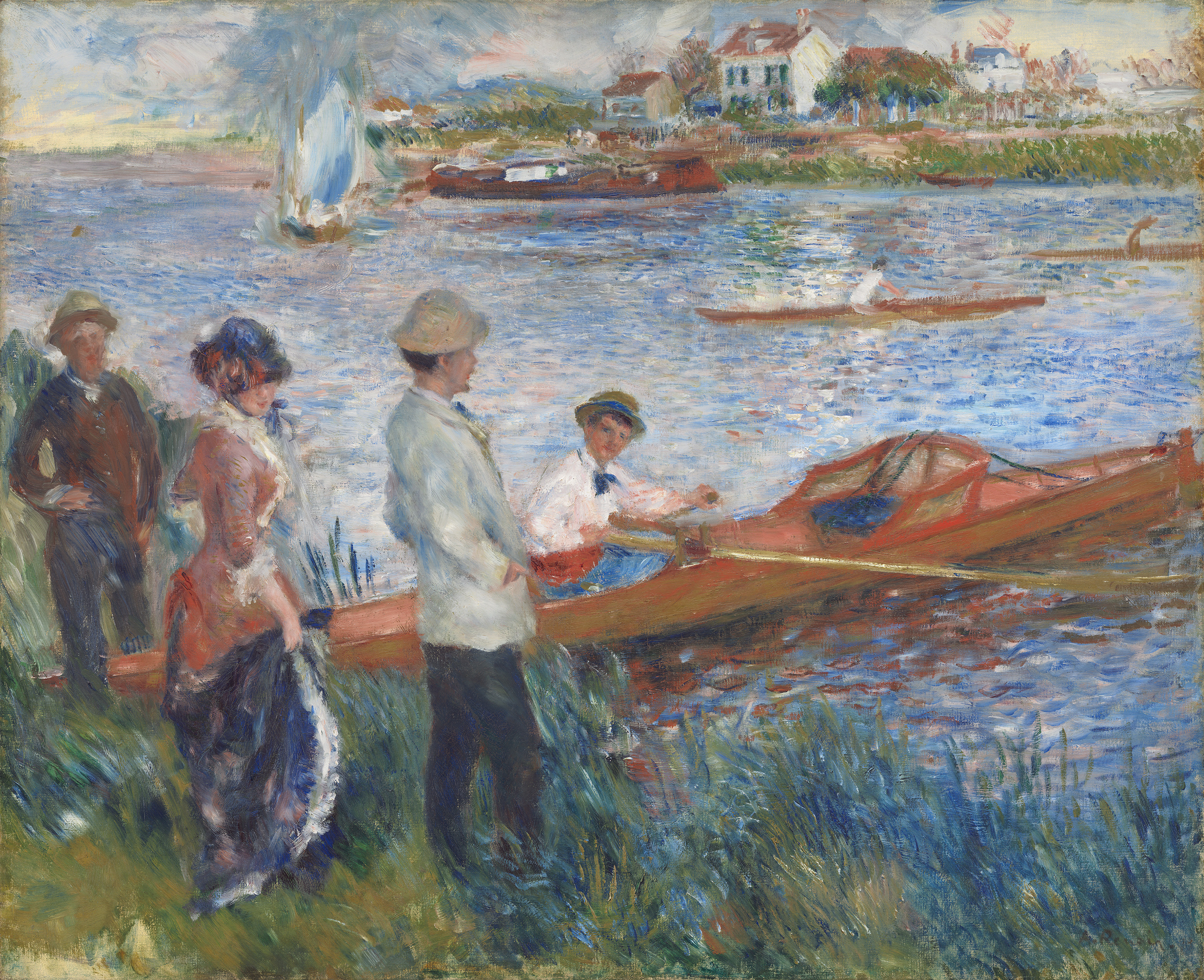
Les Canotiers à Chatou (1879), Washington, National Gallery of Art[22].
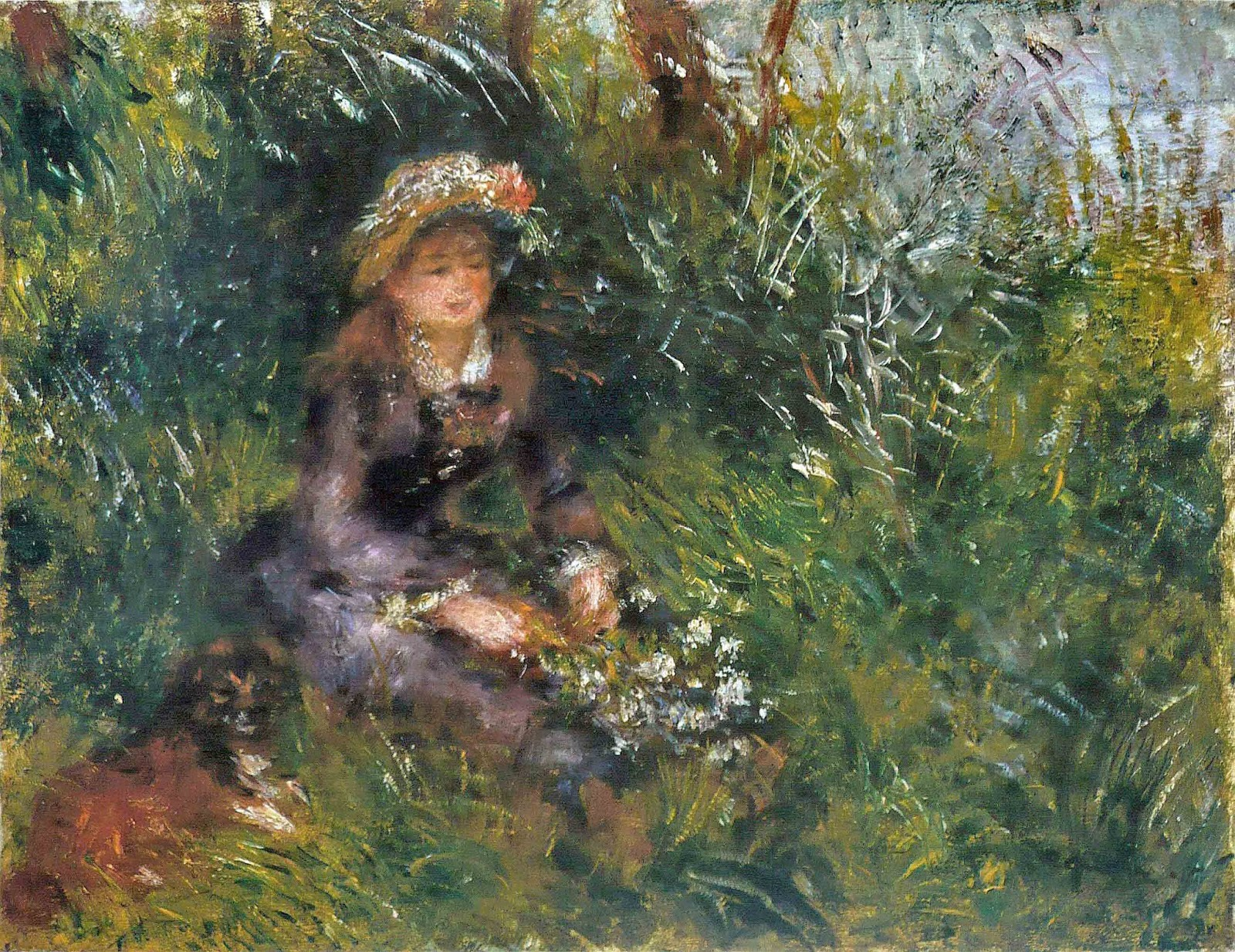
Madame Renoir au chien (1880), collection particulière[22].
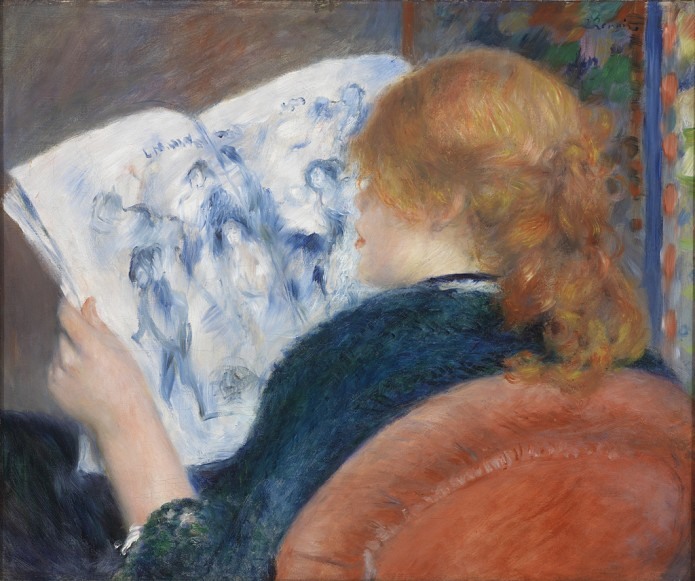
Jeune femme lisant un journal illustré (1880), Providence, Rhode Island School of Design Museum[23].
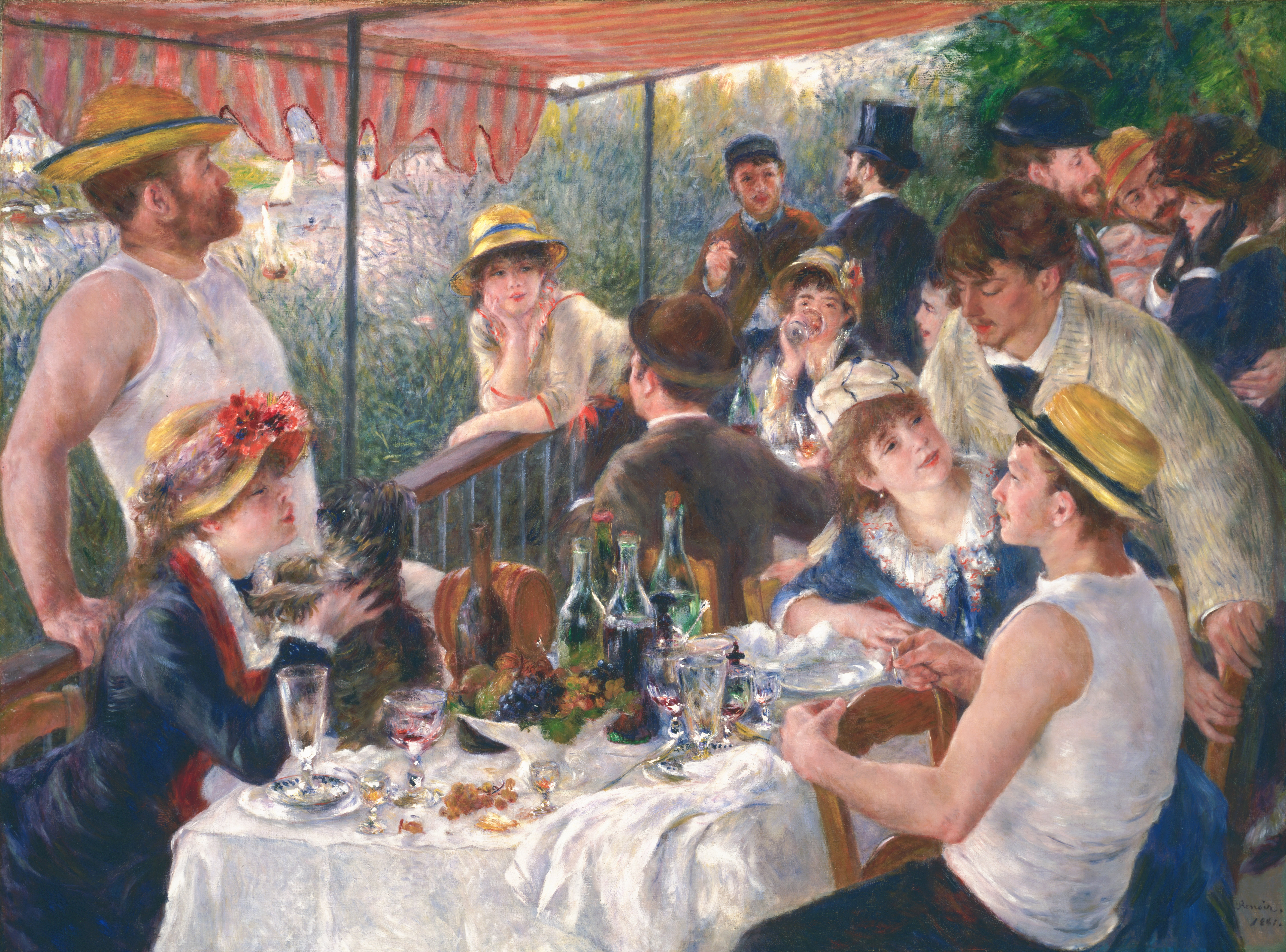
Le Déjeuner des canotiers, (1880–1881), Washington, The Phillips Collection[22].
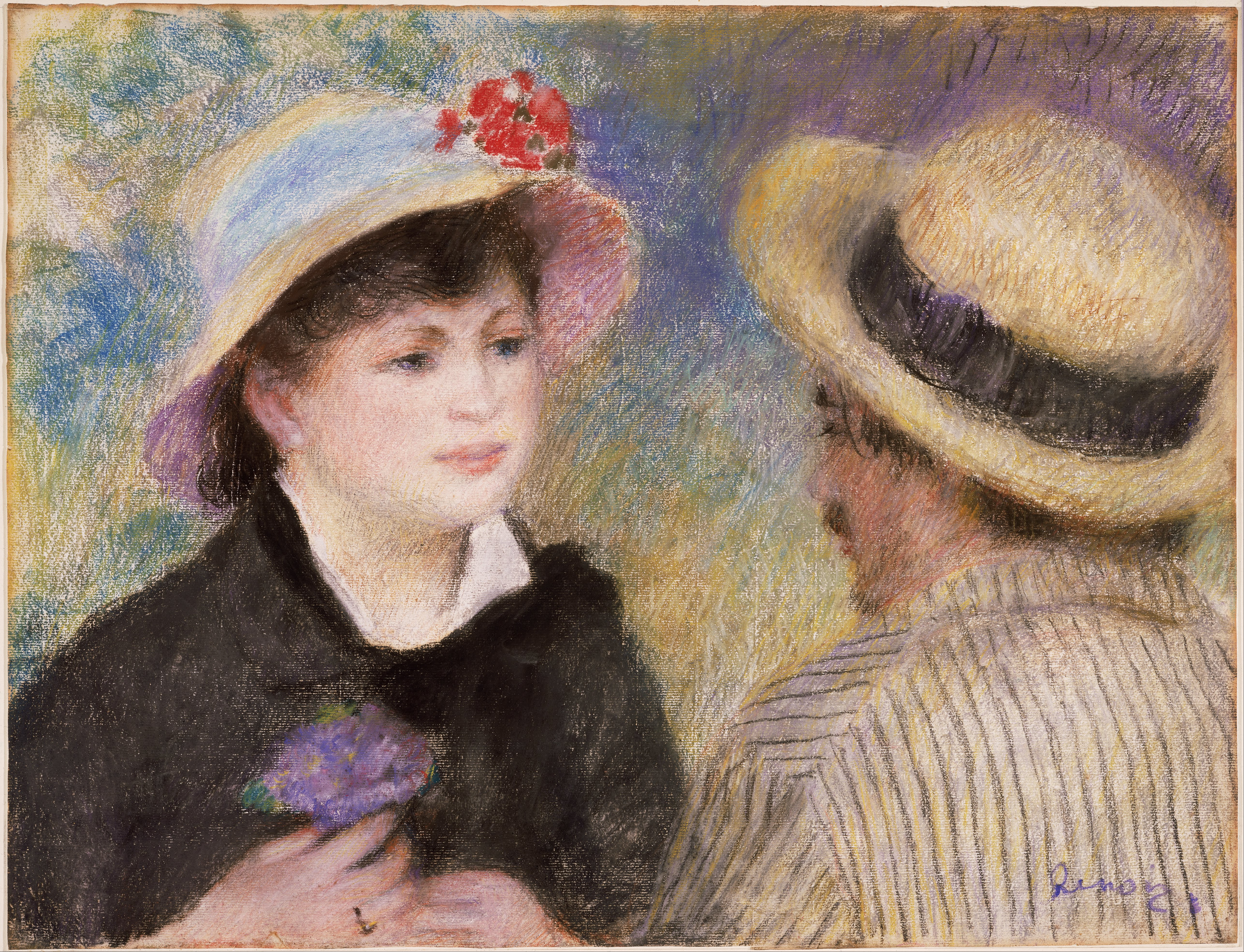
Les Canotiers (vers 1881), musée des beaux-arts de Boston[22],[Notes 3]
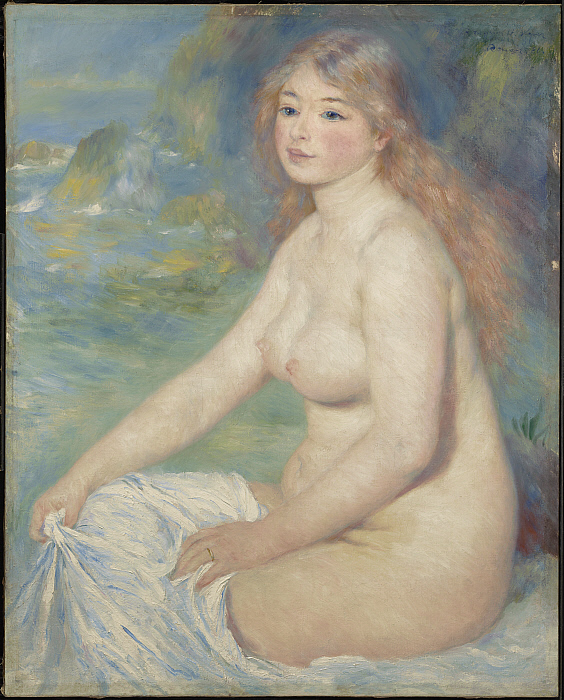
La Baigneuse blonde (1881), Williamstown, Clark Art Institute[22].
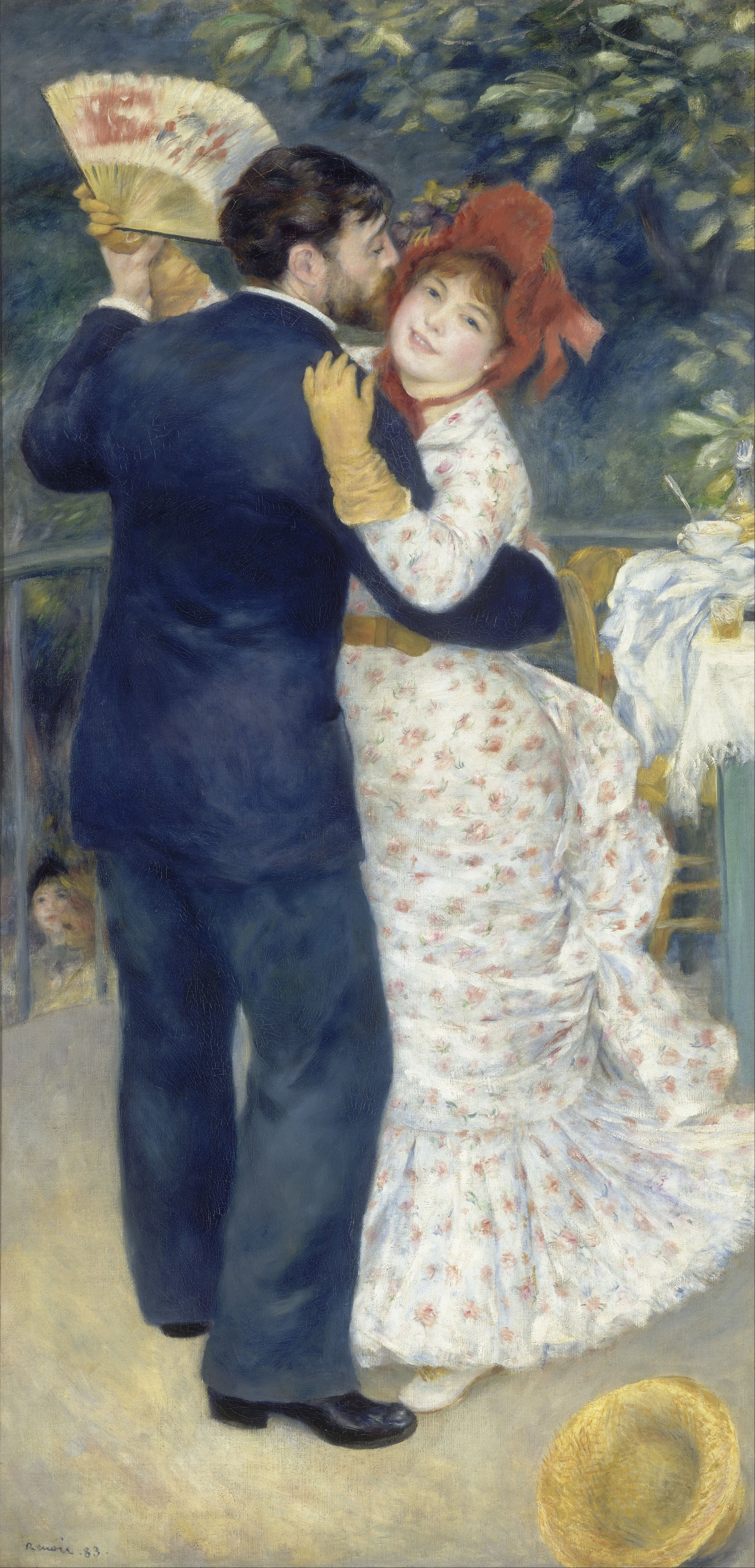
Danse à la Campagne (1883), Paris, musée d'Orsay[24].
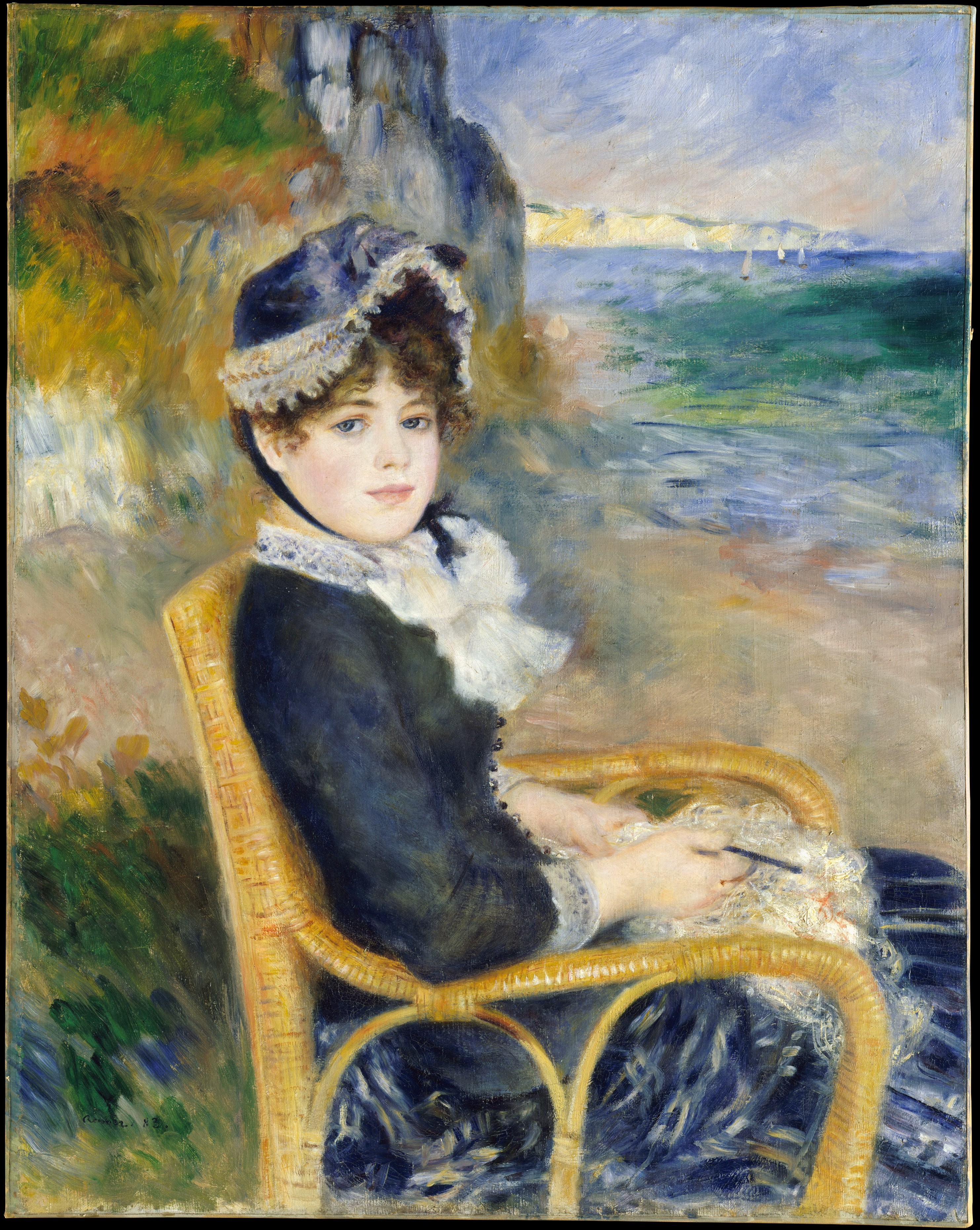
Femme assise au bord de la mer (1883), New York, Metropolitan Museum of Art[22].
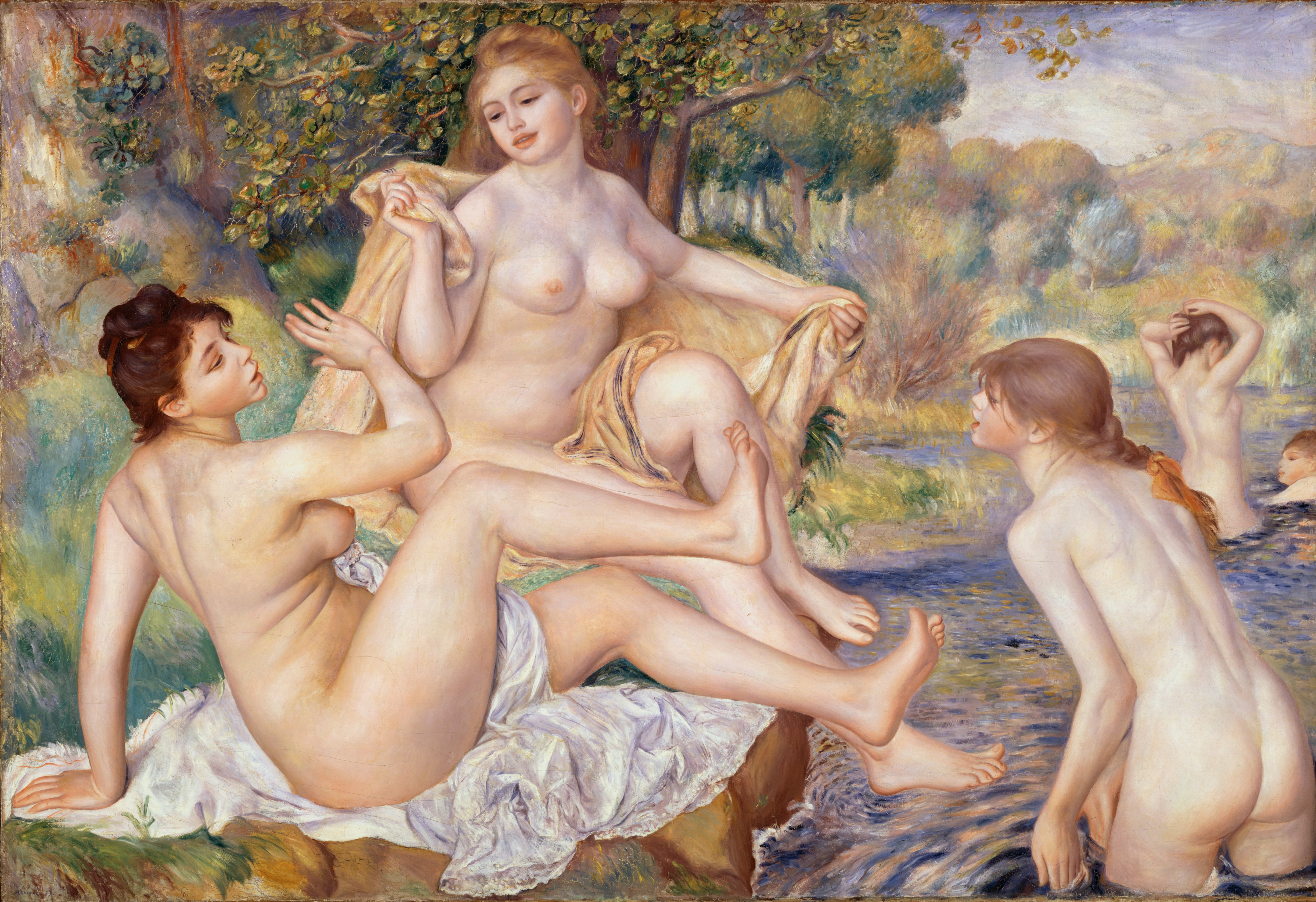
Les Grandes Baigneuses (1884–1887), Philadelphia Museum of Art[25]. Aline Charigot est au centre.
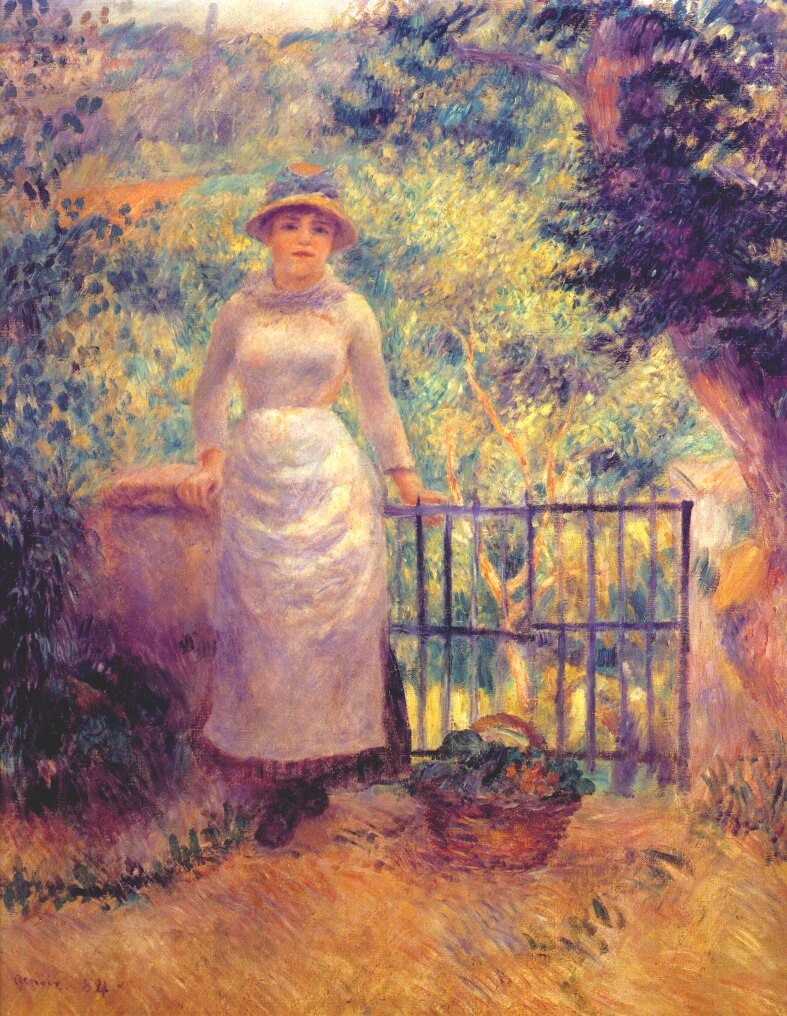
Aline à la barrière, ou Femme dans un jardin (1884), collection particulière[22].
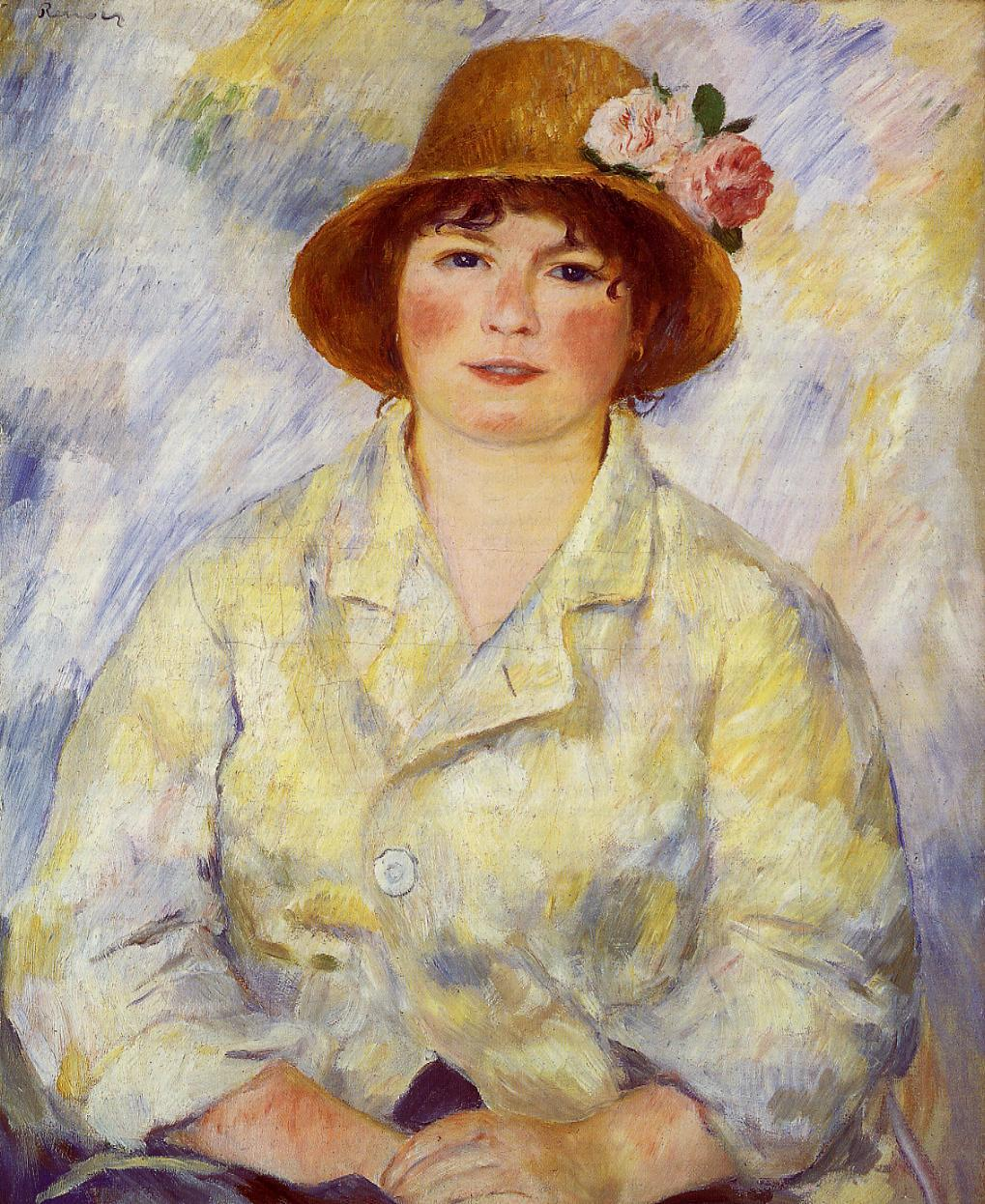
Portrait de Madame Renoir (vers 1885), Philadelphia Museum of Art[22].
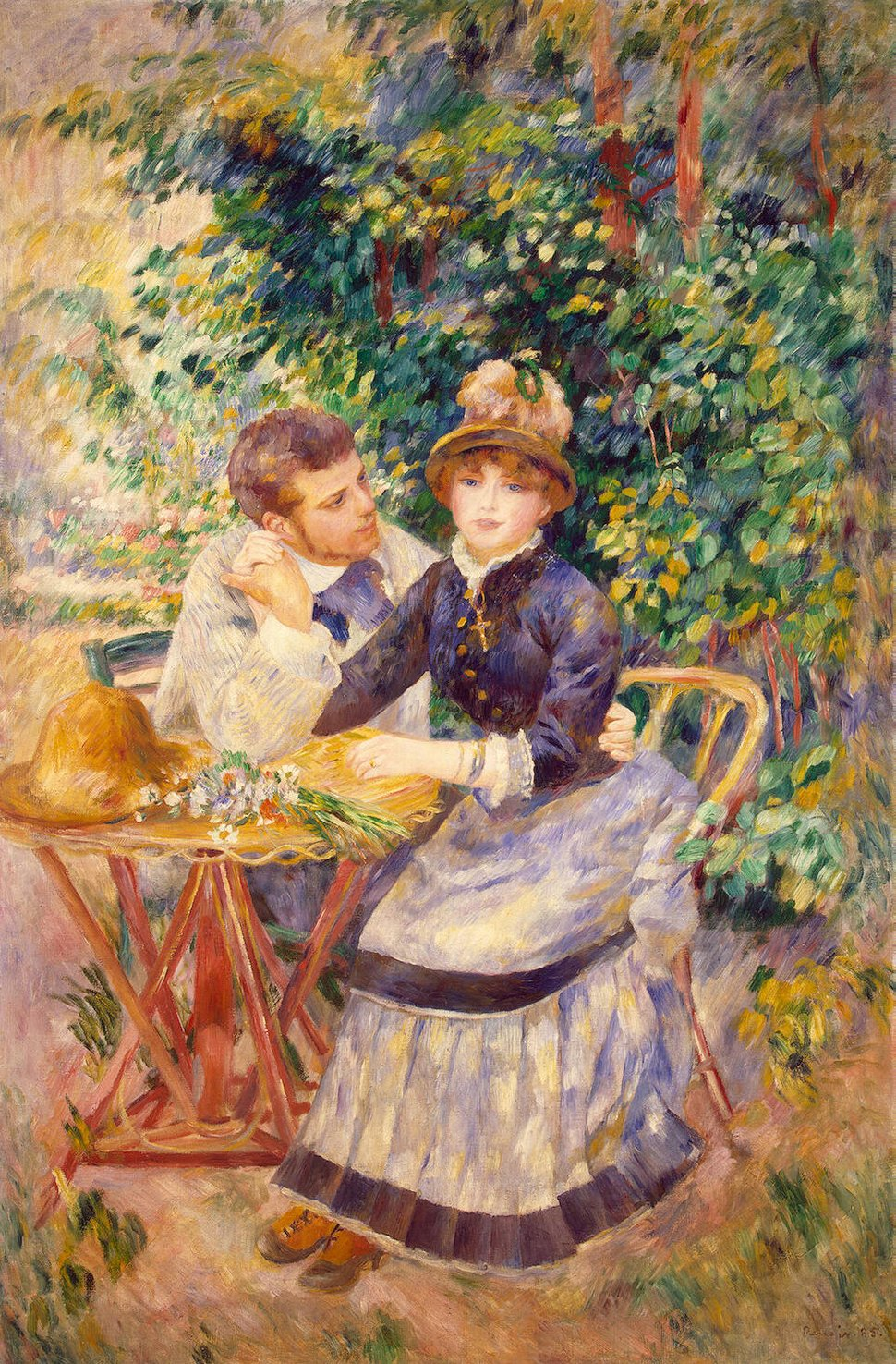
Dans le jardin (1885), Saint-Pétersbourg, musée de l'Ermitage[22].
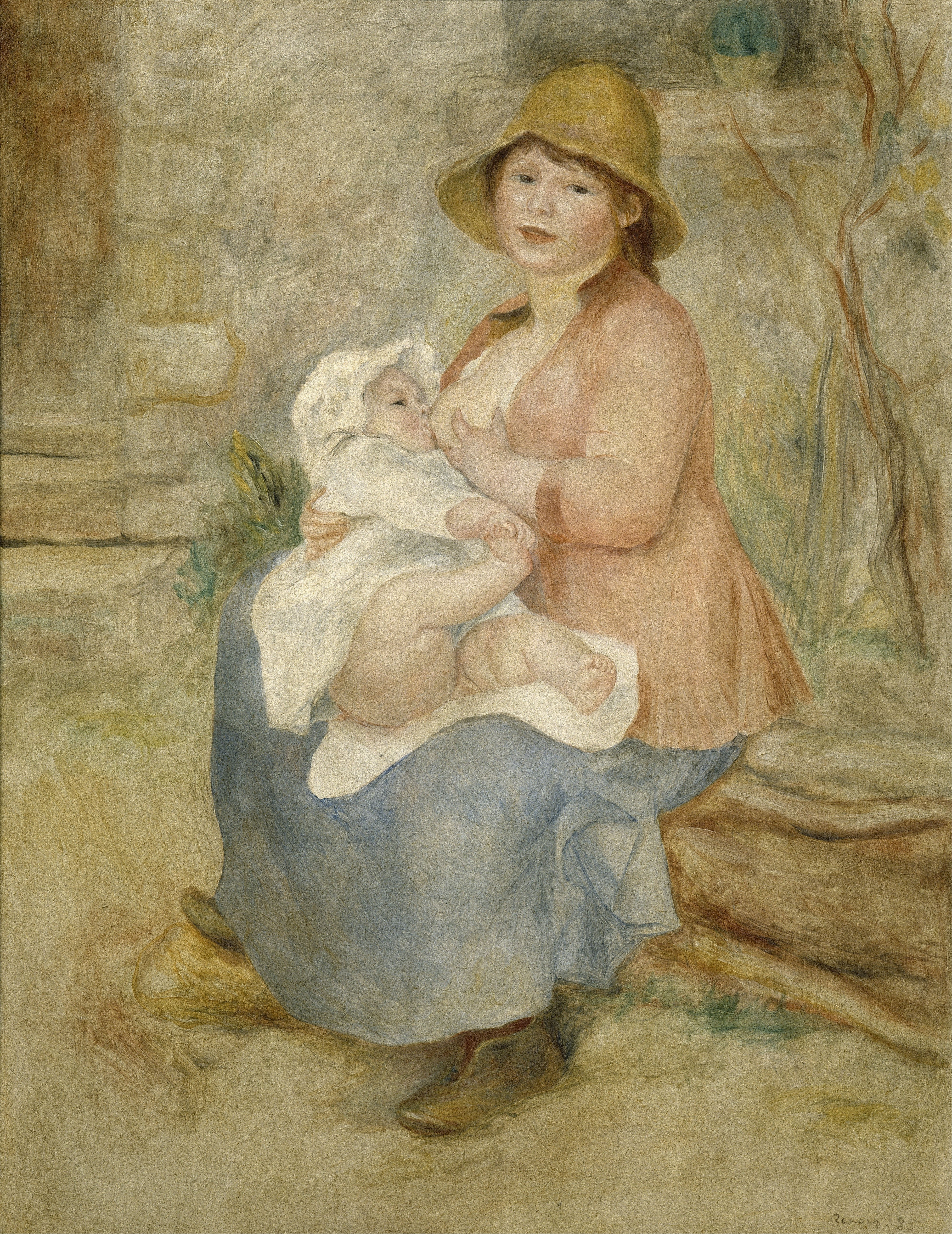
Maternité ou Enfant au sein (1885), Paris, musée d'Orsay[22].
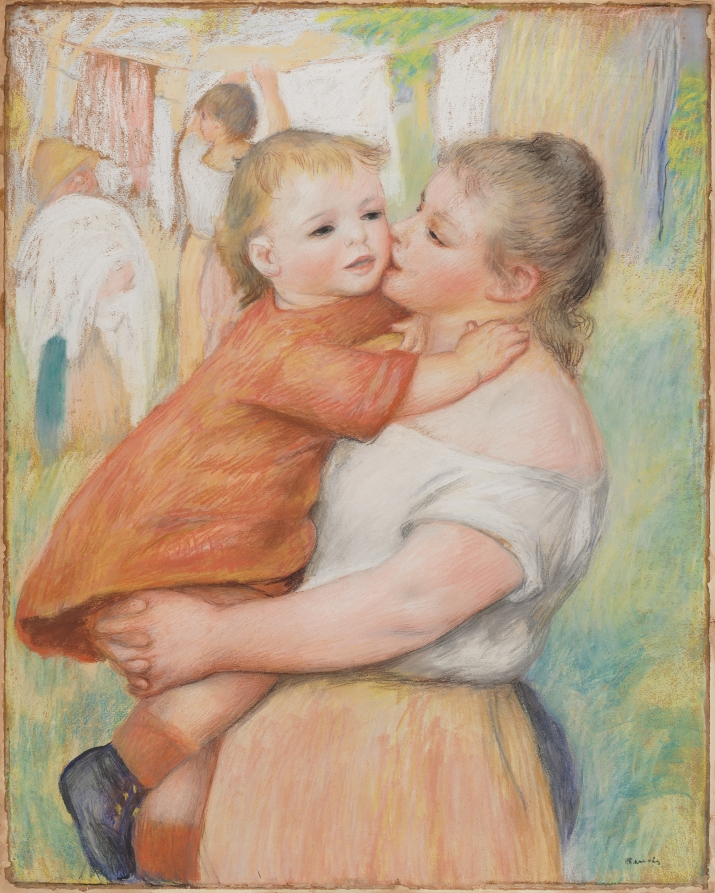
Lavandière à l'enfant (1886), Cleveland Museum of Art[22].
La Vendeuse de pommes (1890), Cleveland Museum of Art[22].
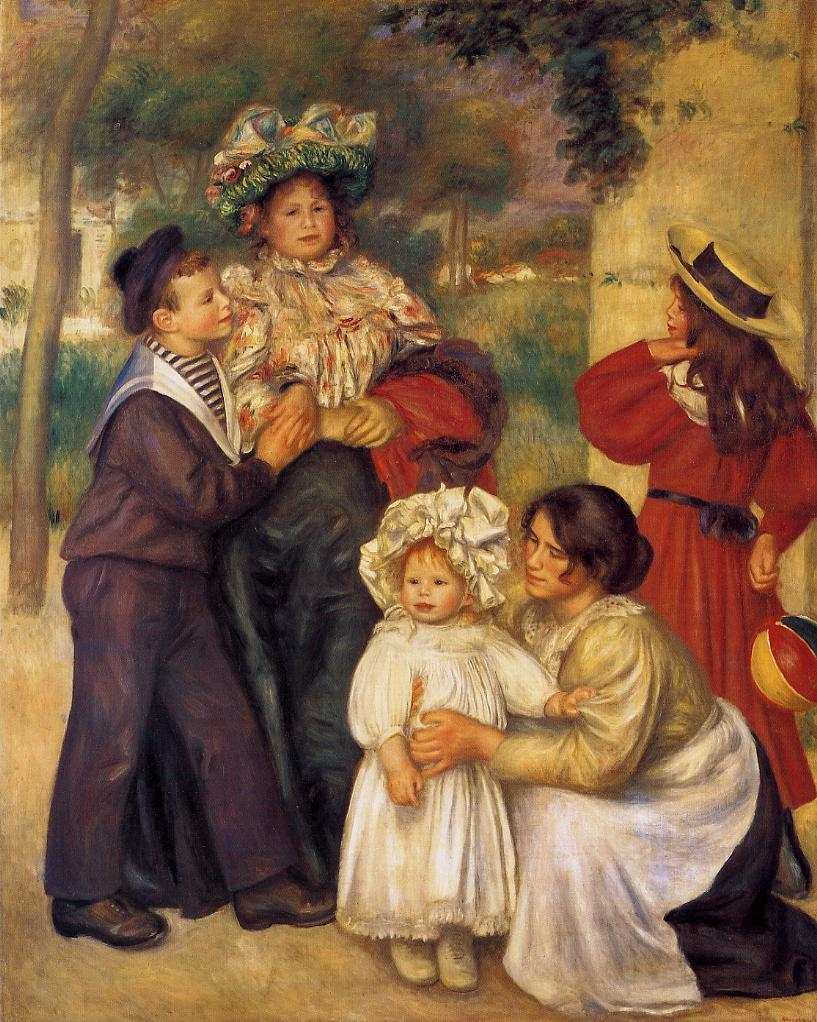
La Famille de l'artiste (1896), Philadelphie, Fondation Barnes[22],[Notes 4].
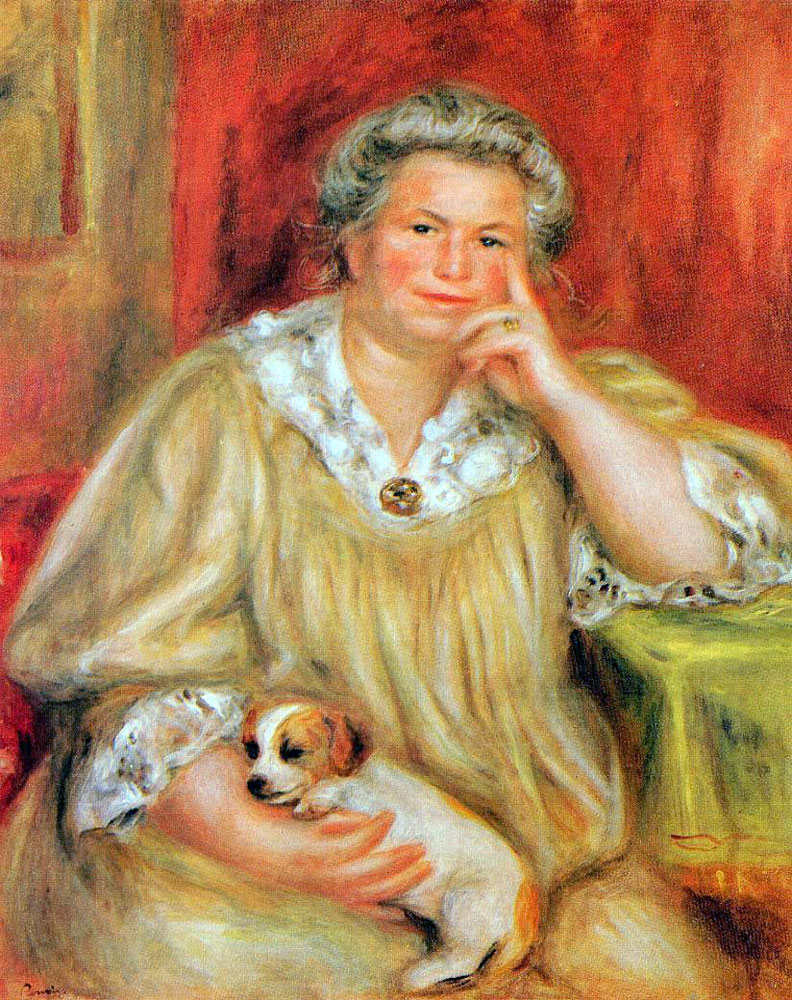
Madame Renoir avec Bob (vers 1910), Hartford, Wadsworth Atheneum[26].